# Chlorochrysa
Chlorochrysa – rodzaj ptaków z rodziny tanagrowatych (Thraupidae).

## Występowanie
Rodzaj obejmuje gatunki występujące w Ameryce Południowej.

## Morfologia
Długość ciała 12–13 cm, masa ciała 14,9–24,5 g.

## Systematyka

### Etymologia
Greckie χλωρος khlōros – „zielony”; χρυσος khrusos – „złoty”.

### Podział systematyczny
Do rodzaju należą następujące gatunki:
- Chlorochrysa phoenicotis (Bonaparte, 1851) – szmaragdotanagra lśniąca
- Chlorochrysa calliparaea (von Tschudi, 1844) – szmaragdotanagra czarnogardła
- Chlorochrysa nitidissima P.L. Sclater, 1874 – szmaragdotanagra wspaniała